# Saudiarabiens damlandslag i volleyboll
Saudiarabiens damlandslag i volleyboll representerar Saudiarabien i volleyboll på damsidan. Laget kom sjua vid WAVA-mästerskapen 2022.